# Barbora Bálintová
Barbora Bálintová, po mężu Wrzesiński (ur. 15 grudnia 1994 w Koszycach) – słowacka koszykarka, występująca na pozycji rozgrywającej, reprezentantka kraju, obecnie zawodniczka VBW Arki Gdynia.
7 maja 2018 została zawodniczką Arki Gdynia. 2 maja 2019 podpisała z klubem z Gdyni umowę na kolejny sezon. W latach 2021–2023 występowała w euroligowym zespole ZVVZ USK Praga. W sezonie 2023/2024 reprezentowała ponownie klub z Gdyni.
W lipcu 2022 roku wyszła za mąż, za fizjoterapeutę Arki Gdynia Norberta Wrzesińskiego.

## Osiągnięcia
Stan na 18 marca 2024, na podstawie, o ile nie zaznaczono inaczej.
Drużynowe
- Mistrzyni:
  - Polski (2020, 2021[7])
  - Słowacji (2013–2018)
- Brąz mistrzostw Polski (2019[8], 2024[9])
- Zdobywczyni:
  - pucharu:
    - Polski (2020, 2021)[10][11]
    - Słowacji (2013–2016, 2018)

  - Superpucharu Polski (2020)[12]
- 4. miejsce w Eurolidze (2013)
- Finalistka Pucharu Słowacji (2017)[13]
- Uczestniczka rozgrywek:
  - Euroligi (2012–2016)
  - Eurocup (2015–2018)

Indywidualne
(* – nagrody przyznane przez eurobasket.com)
- MVP pucharu Polski (2020)[14]
- Słowacka koszykarka roku (2018–2021)[15]
- Sportowa osobowość roku 2023, rodzinnego miasta Koszyce[16]
- Najlepsza zawodniczka krajowa ligi słowackiej (2017)*[13]
- Defensywna zawodniczka roku (2015, 2016)*[17][18]
- Zaliczona do:
  - I składu:
    - EBLK (2021)[19]
    - pucharu Polski (2020)[20]
    - ligi słowackiej (2016, 2017)*[18][13]
    - najlepszych zawodniczek krajowych ligi słowackiej (2016–2018)*[18][13][21]

  - II składu ligi słowackiej (2018)*[21]
  - składu honorable mention ligi słowackiej (2015)*[17]
- Liderka ligi słowackiej w[18]:
  - asystach (2016)
  - przechwytach (2016)

Reprezentacja
- Wicemistrzyni Europy U–16 dywizji B (2010)
- Brązowa medalistka mistrzostw Europy U–16 dywizji B (2009)
- Uczestniczka mistrzostw Europy:
  - 2015 – 9. miejsce, 2017 – 8. miejsce
  - U–20 (2011 – 13. miejsce, 2012 – 12. miejsce, 2013 – 7. miejsce, 2014 – 8. miejsce)
  - U–18 (2011 – 14. miejsce, 2012 – 9. miejsce)